# Petr Nečas
Petr Nečas (født 19. november 1964 i Uherské Hradiště) er en tjekkisk politiker, der fra 28. juni 2010 til 10. juli 2013 var landets premierminister. I samme periode var han leder af det liberalkonservative parti Borgerdemokraterne.
Fra 2006 til 2009 var han vicepremierminister og social- og arbejdsminister i Mirek Topoláneks regering. I 2010 efterfulgte han ham som partiformand. 27. juni meddelte landets præsident Vaclav Klaus at han dagen efter ville udnævne Nečas til premierminister efter valget, der blev afholdt i maj samme år. Fra marts 2009 blev landet ledet af et forretningsministerium som følge af, at regeringen havde tabt et mistillidsvotum i parlamentet. Nečas ledede en højreregering, der foruden hans eget parti omfattede det liberalkonservative TOP 09 og det konservativt-liberale VV. Partierne havde 118 af 200 mandater i parlamentet.